# Новицкий, Павел Иванович (искусствовед)
Па́вел Ива́нович Нови́цкий (1888, Ковенская губерния — 1971, Москва) — советский искусствовед, театральный критик, театровед и литературовед, педагог, государственный деятель. Ректор ВХУТЕМАСа / ВХУТЕИНа (1926—1930), профессор Высшего театрального училища имени Б. В. Щукина. Автор трудов по проблемам литературы, драматургии, театра и архитектуры.

## Биография
Родился 3 августа 1888 года в Тельшевском уезде Ковенской губернии в семье мирового судьи. Учился на историко-филологическом факультете Императорского Санкт-Петербургского университета, но был отчислен за революционную деятельность; позднее окончил Курский педагогический институт.

### Революционная деятельность и гражданская война
Член РСДРП с 1904 года (сначала большевик, с 1911 года — меньшевик). С 1913 года жил и преподавал в Симферополе. В 1917 году стал лидером крымских меньшевиков. В 1917—1918 годах был первым председателем Симферопольского совета, затем Таврического ЦИК, членом Совета народных представителей. В период Крымской Советской Социалистической Республики (1919) являлся членом коллегии Наркомпроса республики. В начале августа 1919 года был арестован контрразведкой белых, выпущен, а затем вновь арестован. После освобождения, с февраля 1920 года — член РКП(б), подпольного Крымского революционного комитета.
Во время Красного террора в Крыму в ноябре 1920 года в том числе и его показания помогли спасти от расстрела особым отделом 6-й армии бывшего городского голову С. А. Усова.

### В советский учреждениях культуры и образования
После окончания гражданской войны заведовал отделом Наробраза в Наркомпросе Крымской АССР.
За подписями председателя Б. Куна, заведующего Крымотделом наробраза П. И. Новицкого, управделами Бугайский Крымревком издал приказ № 57 О перестройке работы учебных заведений Крыма который национализировал все учебные заведения Крыма — казенные, частные, общественные, профессиональные и национальные.
Работал редактором газеты «Красный Крым», преподавал в Таврическом университете. С 1922 года работал в Наркомпросе РСФСР в Москве, заведовал отделом музеев и Художественным отделом Главнауки Наркомпроса.
В 1920-х годах являлся сторонником идей конструктивизма и производственного искусства. При активном содействии Новицкого была официально оформлена творческая организация архитекторов-конструктивистов Объединение современных архитекторов (ОСА) и начал выходить журнал «Современная архитектура» (СА); Новицкий входил в состав редколлегии СА (1926—1930). В 1925 году входил в состав правления Государственного института истории искусств. В 1926 году возглавлял комиссию Наркомпроса по оценке конкурсных проектов Мавзолея В. И. Ленина. В 1926—1930 годах занимал должность ректора ВХУТЕМАСа, затем ВХУТЕИНа. C 1927 года — председатель бюро Бетховенского общества. В 1928 году стал одним из инициаторов создания объединения работников новых видов художественного труда «Октябрь», являлся активным его членом. Выступил редактором вышедшего в 1931 году сборника статей объединения.
В 1932—1936 годах работал заместителем заведующего Сектором искусств, заведующим театральной секцией, заместителем начальника Главного управления театрами Наркомпроса. Во время партийной чистки 1934—1935 годов был исключён из ВКП(б). С 1945 года возглавлял литературную часть театра им. Е. Вахтангова. Преподавал в Московском институте философии, литературы и истории, ГИТИСе, Литературном институте имени А. М. Горького, Высшем театральном училище имени Б. В. Щукина. 
Скончался 6 мая 1971 года.
Автор и редактор ряда трудов и публикаций по проблемам литературы, драматургии, театра и архитектуры на русском, болгарском и сербском языках.

## Семья
В 1919 году во второй раз женился на большевичке Евгении Багатурьянц.

## Труды и публикации
- Новицкий П. И. «Египетские ночи» Пушкина. — Л.: Academia, 1927. — 85 с.
- Новицкий П. Строительство социализма и стиль современной архитектуры // Печать и революция. — 1928. — № 2.
- Новицкий П. Гегемония архитектуры // РИК. — 1928. — № 7.
- Архитектура ВХУТЕМАС: Работа архитектурного факультета ВХУТЕМАСа 1920—1927 / Ред., предисл. П. И. Новицкий. — М., 1927.
- Изофронт: классовая борьба на фронте пространственных искусств: Сборник статей объединения Октябрь / Ред., авт. ст. П. И. Новицкий. — М.: ОГИЗ - ИЗОГИЗ, 1931. — 162 с.
- Новицкий П. Проблема пролетарского стиля. Проба сил на выставке проектов Дворца Советов // Бригада художников. — 1932. — № 3 (10).
- Новицкий П. И. Современные театральные системы. — М.: Государственное издательство художественной литературы, 1933. — 232 с.
- Новицкий П. И. Сергей Балашов: Мастер звучащего слова. — М.: Камерная эстрада, 1935. — 8 с.
- Новицкий П. Размышления о театральных художниках // Театр и драматургия. — 1935. — № 7. — С. 4—7.
- Всеволодский-Генгросс В. Краткий курс истории русского театра / Ред. П. И. Новицкий. — М.: Художественная литература, 1936. — 340 с.
- Режиссёр в советском театре / А. Солодовников, П. Новицкий, И. Альтман и др. — М.: Искусство, 1940. — 386 с.
- «Маскарад» Лермонтова. Сборник статей / Ред. П. И. Новицкий. — М.: Всероссийское театральное общество, 1940. — 272 с.
- Новицкий П. И. Образы актёров. — М.: Искусство, 1941. — 400 с.
- Новицкий П. И. Борис Васильевич Щукин. (1894—1939). — М.—Л.: Искусство, 1945. — 51 с.
- П. Новицкиј [Новицкий П. И.] Совјетско позориште. — Београд: Просвета, 1946. — 59 с.
- П. Новицки [Новицкий П. И.] История на съветския театър: Кратък очерк. — София: Българската работническа партия, 1946. — 89 с.
- Новицкий П. И. Борис Щукин: Жизнь и творчество. — М.—Л.: Искусство, 1948. — 316 с.
- Павел И. Новицки [Новицкий П. И.] Разцветът на съветския оперно-балетен театър. — София: Юни, 1949. — 15 с.
- Новицкий П. И. Образы актёров: Очерки. — М.: Искусство, 1948. — 316 с.
- Новицкий П. И. Хмелёв. — М.: Искусство, 1964. — 243 с.